# Rajputenmalerei

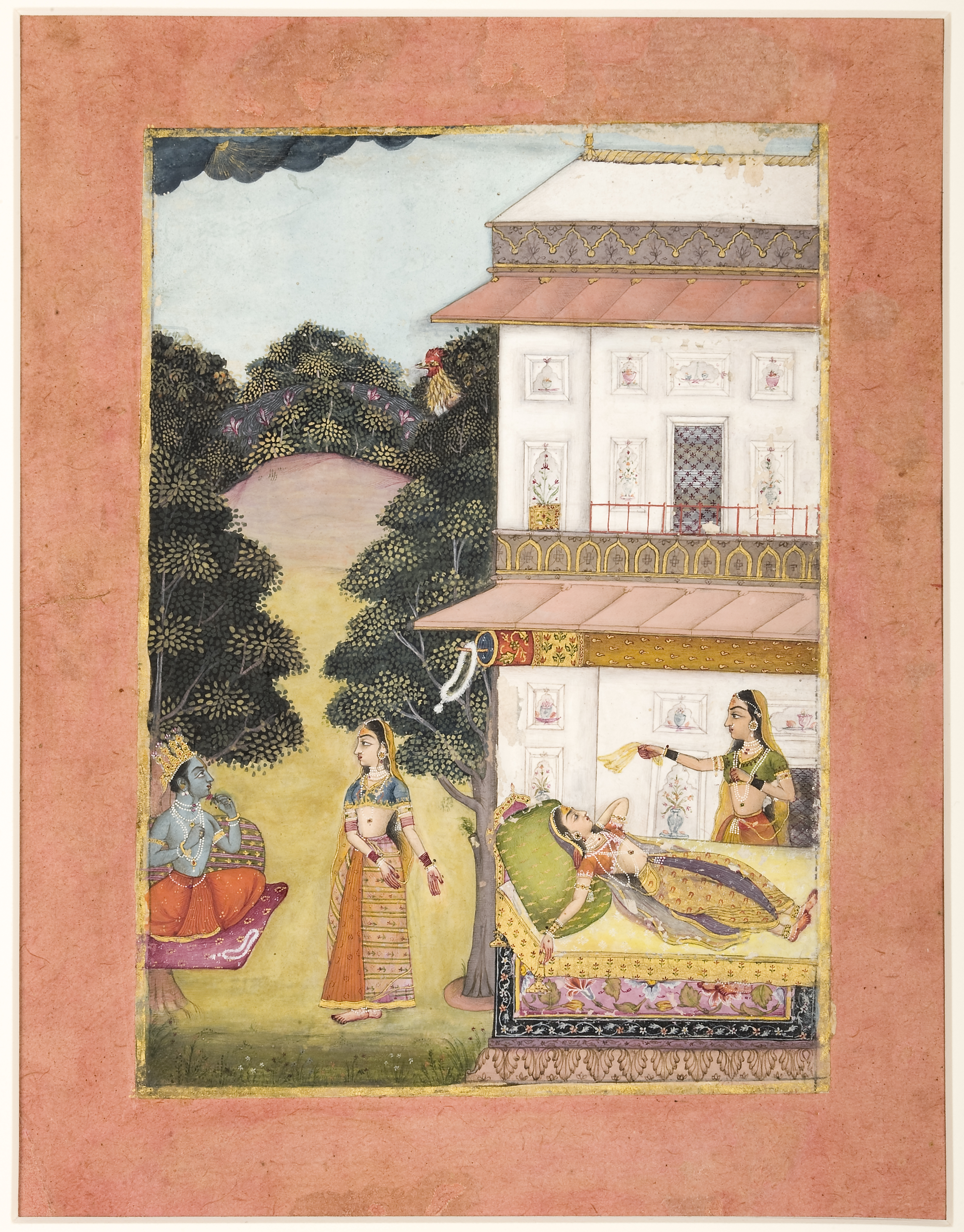
Krischna und Radha, Rajputenmalerei, 1685

Rajputenmalerei ist eine Stilrichtung der indischen Malerei und damit Teil der indischen Kunst. 
Sie entwickelte sich während der Regierungszeit Akbars des Großen im 16. Jahrhundert parallel zu der an den islamischen Fürstenhöfen der Mogule praktizierten Mogulmalerei. Im Gegensatz zu dieser wurde sie von den meist hinduistischen Rajas und Maharadschas insbesondere in Rajasthan, im Pandschab und in Kaschmir getragen, die sich dem adeligen Stamm der Rajputen zurechneten und trotz ihrer Bündnisse mit den Moguln auf eine Bewahrung ihrer Eigenständigkeit Wert legten. 

## Motive
Thematisch speist sich die Rajputenmalerei aus der religiösen Vorstellungswelt des Vishnuismus. Häufig wird Krischna, eine Inkarnation des Gottes Vischnu, zusammen mit seiner Geliebten Radha und den Gopis, den "Kuhmädchen" in den Wäldern von Mathura dargestellt, wobei erstmals in der indischen Malerei auch Emotionen und Gefühle zum Ausdruck kommen. Gerne griffen die Rajputenmaler dabei auf Motive aus dem Bhagavatapurana und den Gita Govinda, den Liedern des Dichters Jayadeva, zurück. 
Später kamen, insbesondere an den Fürstenhöfen am Rand des Himalaya Darstellungen der Landschaft und ihrer Völker dazu. Im Zuge einer sich liberalisierenden Sexualmoral wurden, aufbauend auf die Krischna-Radha-Motive der älteren Rajputenmalerei, auch verstärkt erotische Liebesgeschichten thematisiert. Die Frauen stellte man dabei sehr sinnlich und entsprechend dem altindischen Schönheitsideal mit lotosblütengleichen Augen, geschwungenen Augenbrauen, spitzer Nase und dünnen Lippen dar. 

## Stil
Die Rajputenmaler fertigten schematisch und stilisierte Miniaturen, charakteristisch für die Figuren sind weiche Konturen und sanft getönte Übergänge zwischen hellen und dunkleren Passagen. Eingebettet werden die Szenerien meist in architektonische Strukturen in Frontalansicht, diese häufig verziert durch Drapperien oder Laub-, Blumen- und Pflanzenwerk. 
Als Trägermaterial wurde Papier verwendet, das aus Bambus, Jute, Seide oder Hadern hergestellt wurde. Zum Einsatz kamen natürliche Farbstoffe: Weiß (Kreide); Bleiweiß (Verbindung aus Blei und Essigsäure); Gelbtöne (Roter Ocker oder Siena); Grün (Kupferoxid und -sulfat); Blau (Ultramarin, Lapislazuli oder Indigo); Rot (Cochenille); Zinnoberrot (Verbindung aus Quecksilber und Schwefel); Schwarz (Holzkohle); Gold; Silber. Fixiert wurden die Farben mit gummierenden, milchigen Pflanzensäften.

## Schulen
Ab dem späten 16. Jahrhundert bildeten sich innerhalb der Rajputenmalerei einzelne Schulen mit charakteristischen Stilen heraus. Dabei wurden zunehmend auch Einflüsse aus Persien, China und England verarbeitet. Die vier wichtigsten sind
- Mewar (vertreten insbesondere in Chavand, Devgarh, Nathdwara, Sawar, Udaipur)
- Marwar (Bikaner, Ghanerao, Jodhpur, Kishangarh, Nagaur, Pali)
- Hadoti (Bundi, Jhalawar, Kota)
- Dhundar (Amber, Jaipur, Shekhawati, Uniara)

Geringere Bedeutung haben die Kangra- und die Kullu-Schule.